# Rohit Sharma
Rohit Gurunath Sharma (Hindi रोहित गुरुनाथ शर्मा, * 30. April 1987 in Nagpur, Indien) ist ein indischer Cricketspieler, der seit 2007 für die indische Nationalmannschaft spielt und seit 2021 ihr Kapitän ist.

## Kindheit und Ausbildung
Rohit wurde in Nagpur geboren. Mit eineinhalb Jahren zog er mit seiner Familie nach Dombivali. Sein Vater arbeitete als Hausmeister. Da die Familie zu arm war, um beide Kinder zu versorgen, verbrachte Rohit die meiste Zeit seiner Kindheit bei seinen Großeltern und einem Onkel. Rohit war von frühem Alter an cricketbegeistert, ebenso wie seine Familie, und so ermöglichten ihm sein Onkel und Freunde der Familie den Besuch einer Cricketakademie im Jahr 1999. Er startete als Off-Spinner und sein Coach setzte sich für einen Schulwechsel ein, um ihm bessere Trainingsmöglichkeiten zu ermöglichen. Da die Familie die Schulkosten nicht tragen konnte, organisierte der Coach ein Stipendium und schulte ihn dann zu einem Batter um. Während seiner Schulzeit konnte er in den Inter-Schul-Wettbewerben glänzen.

## Aktive Karriere

### Aufstieg im nationalen Cricket und Anfänge in der Nationalmannschaft
Sein Debüt im nationalen Cricket absolvierte er bei der Deodhar Trophy für die West Zone. Das erste Mal fiel er auf, als er gegen die North Zone ein Century erreichen konnte. Sein First-Class Debüt gab er mit India A. In der Saison 2006/07 konnte er erstmals bei der Ranji Trophy für Mumbai spielen. Dort erreichte er unter anderem gegen Gujarat ein Double-Century. Er konnte sich nicht hervortun, wurde aber dennoch von den nationalen Selektoren wahrgenommen.
Sein Debüt in der Nationalmannschaft gab er bei einem Drei-Nationen-Turnier im Juni 2007 in Irland gegen den Gastgeber. Sein erstes Twenty20 absolvierte er beim ICC World Twenty20 2007 gegen England. In seinem zweiten Spiel bei dem Turnier gegen Südafrika konnte er mit seinem ersten Fifty über 50* Runs das Weiterkommen ins Halbfinale für Indien sichern und wurde dafür als Spieler des Spiels ausgezeichnet. Im Finale konnte er mit 30* Runs die Vorgabe für Pakistan so erhöhen, dass Indien das Spiel und somit das Turnier gewinnen konnte. Von da an spielte er zunächst nur vereinzelte Spiele. Im fünften ODI auf der Tour gegen Pakistan im November 2007 erreichte er ein Fifty über 52 Runs. Im folgenden Jahr konnte er unter anderem bei einem Drei-Nationen-Turnier in Australien zwei Half-Centuries (70* und 66 Runs) gegen Sri Lanka und Australien erreichen. Für die Indian Premier League 2008 wurde er von den Deccan Chargers für 750.000 US-Dollar gedraftet.

### Schwierigkeiten sich im Team zu etablieren
Beim ICC World Twenty20 2009 konnte er unter anderem ein Fifty über 52* Runs gegen Irland erzielen. Seine ersten Centuries konnte er bei einem Drei-Nationen-Turnier in Simbabwe im Mai 2010 erreichen. Dort gelangen ihm gegen den Gastgeber 114 Runs aus 119 Bällen. In einem weiteren Spiel gegen Sri Lanka konnte er mit 101* Runs aus 100 Bällen ein weiteres Century erreichen. Direkt im Anschluss konnte er beim ICC World Twenty20 2010 ein Half-Century über 79* Runs gegen Australien erreichen, was jedoch nicht zum Sieg reichte.
Im Frühjahr verpasste er den Cricket World Cup 2011, als er nicht nominiert wurde. Jedoch wechselte er in der Indian Premier League 2011 für 2 Millionen US-Dollar zu den Mumbai Indians. Im Juni 2011 konnte er bei der Tour in den West Indies drei Half-Centuries (68*, 86* und 57 Runs) in den ODIs, wofür er als Spieler der Serie ausgezeichnet wurde. Im November traf er mit dem indischen Team erneut auf die West indies, als diese für eine Tour nach Indien kamen, wobei er erneut drei Half-Centuries erzielte und als Spieler der Serie ausgezeichnet wurde. Beim ICC World Twenty20 2012 konnte er gegen England ein Fifty über 55* Runs erreichen und so das Spiel entscheidend beeinflussen. Nach zahlreichen schwächeren spielen erzielte er bei der Tour gegen England ein Half-Century über 83 Runs, was ihm half im Team zu verbleiben.

### Die Champions Trophy und der endgültige Durchbruch
Der Wendepunkt in seiner Karriere war die ICC Champions Trophy 2013, als er als Eröffnungs-Batter eingesetzt wurde. In den ersten beiden Spielen konnte er gegen Südafrika mit 65 Runs und gegen die West Indies mit 52 Runs jeweils ein Fifty erzielen. Indien konnte das Turnier gewinnen und Sharma war hinter Shikhar Dhawan zweitbester Batter seiner Mannschaft. In der Folge etablierte er sich im Team und erzielte in der Saison 2013 noch drei weitere Half-Centuries. Die Saison 2013/14 begann mit einer Tour gegen Australien. Im zweiten ODI erreichte er ein Century über 141* Runs aus 123 Bällen. Nachdem er im sechsten ODI ein Fifty über 79 Runs erreicht hatte, konnte er im abschließenden siebten Spiel sein erstes Double-Century über 209 Runs aus 158 Bällen erzielen. Dafür wurde er als Spieler der Serie ausgezeichnet. Daraufhin wurde er für Mumbai als First-Class-Kapitän benannt. Es folgte eine Tour gegen die West Indies, bei dem er seinen ersten Test absolvierte. In seinem ersten Spiel gelang ihm ein Century über 177 Runs aus 301 Bällen. Im zweiten Test konnte er ein weiteres Century über 111 Runs aus 127 Runs erzielen und wurde damit als Spieler der Serie ausgewählt.
Beim ICC World Twenty20 2014 im März 2014 konnte er in der Hauptrunde gegen die West Indies 62* Runs und gegen Bangladesch 57* Runs erreichen. Im November 2014 erreichte er gegen Sri Lanka sein zweites Double Century, als er im vierten ODI 264 Runs aus 173 Bällen erreichte. Im Januar 2015 konnte er bei einem Drei-Nationen-Turnier in Australien gegen den Gastgeber ein Century über 138 Runs aus 139 Bällen erzielen. Daraufhin folgte der Cricket World Cup 2015 in Australien und Neuseeland. Dort konnte er in der Vorrunde gegen die Vereinigten Arabischen Emirate ein Fifty über 57 Runs und gegen Irland ein weiteres über 64 Runs erreichen. Sein bestes Spiel hatte er jedoch im Viertelfinale gegen Bangladesch, als er mit einem Century über 137 Runs aus 126 Bällen als Spieler des Spiels ausgezeichnet wurde.

### Aufstieg in die Weltspitze

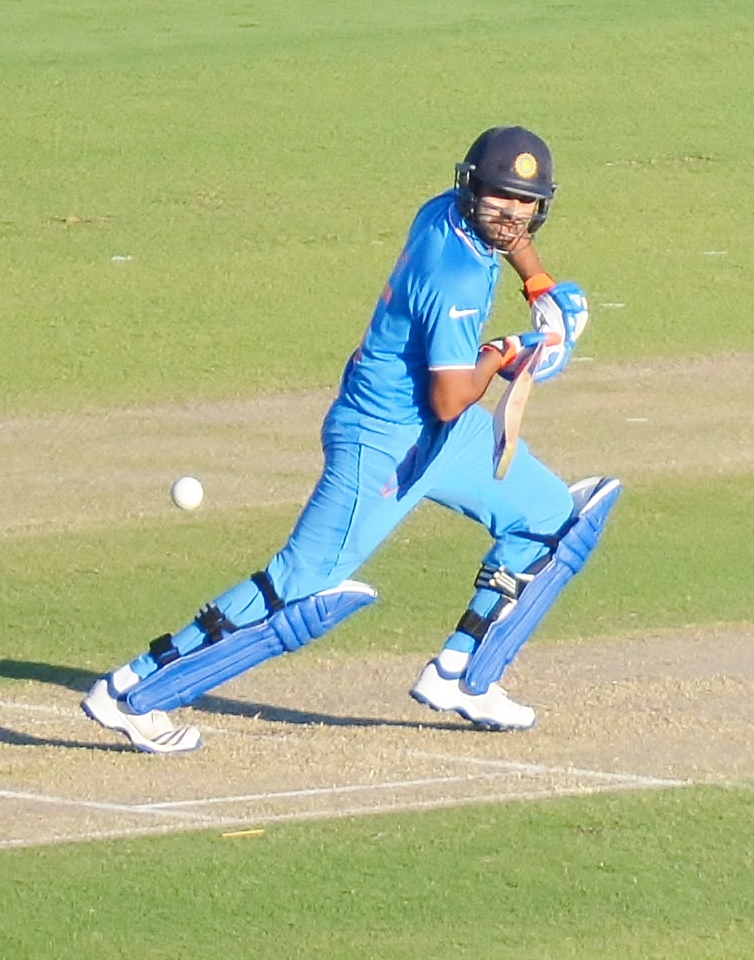
Sharma als Batsman beim Cricket World Cup 2015.

Bei der Tour gegen Südafrika im Oktober 2015 erreichte er im ersten Twenty20 mit 106 Runs aus 66 Bällen sein erstes Century im Twenty20-Cricket. In der folgenden ODI-Serie folgte ein Century über 150 Runs aus 133 Bällen und ein weiteres Fifty über 65 Runs. Im Januar 2016 reiste er mit dem Team nach Australien und begann die ODI-Serie mit einem Century über 171 Runs aus 163 Bällen. Im zweiten Spiel der Serie konnte er ein weiteres Century über 124 Runs aus 127 Bällen hinzufügen. Zum Abschluss der Serie konnte er noch einmal 99 Runs erzielen und wurde dafür als Spieler der Serie ausgezeichnet. In der folgenden Twenty20-Serie konnte er zwei weitere Fifties erzielen. Beim folgenden Asia Cup 2016 konnte er gegen Bangladesch 83 erzielen und wurde als Spieler des Spiels ausgezeichnet. Im September 2016 in der Test-Serie gegen Neuseeland konnte er drei Half-Centuries erreichen (69*, 82 und 51* Runs).
Beim ICC Champions Trophy 2017 konnte er im ersten Spiel gegen Pakistan ein Half-Century über 91 Runs erreichen, gefolgt im zweiten Spiel gegen Sri Lanka mit einem weiteren Fifty über 78 Runs. Im Halbfinale gegen Bangladesch folgte dann ein Century über 123 Runs aus 129 Bällen, womit er den Finaleinzug sicherte. Dort jedoch konnte er gegen Pakistan keinen Run erzielen und leitete so die deutliche Niederlage für Indien ein. Kurz darauf gelangen ihm bei der Tour in Sri Lanka neben einem Fifty (54 Runs) zwei Centuries über 124* Runs aus 145 Bällen und 104 Runs aus 88 Bällen. Die Saison 2017/18 begann er dann jeweils mit einem Century in den ODI-Serien gegen Australien (125 Runs aus 109 Bällen) und Neuseeland (147 aus 138 Runs). Auf der Tour gegen Sri Lanka konnte er dann ein Century in der Test-Serie (102 Runs aus 160 Bällen), ein Double-Century in der ODI-Serie (208 Runs aus 153 Bällen) und ein Century in der Twenty20-Serie (118 Runs aus 43 Bällen) erreichen. Im Februar 2018 konnte er dann noch einmal ein Century in Südafrika erzielen.

### Führungsspieler und World Cup 2019
Nachdem er im Sommer 2018 zunächst 97 Runs in der Twenty20-Serie in Irland erreicht hatte, konnte er in der ODI- (137* Runs aus 114 Bällen) und Twenty20-Serie (100* Runs aus 56 Bällen) jeweils ein Century erreichen. Nachdem er beim Asia Cup 2018 gegen Pakistan ein Century erzielte (111 Runs aus 119 Bällen), kam es zur Tour gegen die West Indies. Dort konnte er neben zwei Centuries der ODI-Serie (152* Runs aus 117 Bällen im ersten und 162 Runs aus 137 Bällen im vierten Spiel) ein weiteres über 111* Runs aus 61 Bällen in der Twenty20-Serie erreichen. In der nachfolgenden Tour in Australien erreichte er abermals ein ODI-Century über 133 Runs aus 129 Bällen.
Im Saison 2019 folgte der Cricket World Cup 2019. Hier begann er gegen Südafrika mit einem Century über 122* Runs aus 144 Bällen und wurde dafür als Spieler des Spiels ausgezeichnet. Nach einem Half-Century (57 Runs) gegen Australien konnte er gegen Pakistan ein weiteres Century über 140 Runs aus 113 Bällen erreichen, für das er ebenfalls ausgezeichnet wurde. Zum Abschluss der Vorrunde folgten dann gegen England (102 Runs aus 109 Bällen), Bangladesch (104 Runs aus 92 Bällen) und Sri Lanka (103 Runs aus 94 Bällen) drei weitere Centuries, was ihm in den letzten beiden Spielen zwei weitere Auszeichnungen als Spieler des Spiels einbrachte. Damit hatte er Indien an die Spitze der Vorrundengruppe und ins Halbfinale gegen Neuseeland geführt. Dort jedoch verlor er früh aus und Indien schied aus. Insgesamt war er damit der beste Batter des Turniers.

### Auf dem Weg zur Kapitänsrolle
Im Oktober 2019 spielte er mit dem indischen Team eine Test-Serie gegen Südafrika. Dabei konnte er im ersten Spiel zwei Centuries (176 Runs aus 244 Bällen und 127 Runs aus 149 Bällen) erreichen. Im dritten Spiel der Serie konnte er dann ein Double-Century über 212 Runs aus 255 Bällen erzielen und wurde als Spieler der Serie ausgezeichnet. Im Dezember 2020 gegen die West Indies (159 Runs aus 138 Bällen) und Januar 2020 gegen Australien (119 Runs aus 128 Bällen) konnte er dann zwei weitere ODI-Centuries erzielen. Durch die COVID-19-Pandemie bedingt spielte er im verbliebenen Jahr 2020 nur wenige Spiele. Im Februar 2021 gelang ihm gegen England ein Test-Century über 161 Runs aus 231 Bällen. Dies konnte er, als er mit dem Team im Sommer nach England reise wiederholen, als ihm im vierten Test 127 Runs aus 256 Bällen im vierten Test gelangen und er als Spieler des Spiels ausgezeichnet wurde.
Beim ICC Men’s T20 World Cup 2021 konnte er mit zwei Half-Centuries gegen Afghanistan (74 Runs) und Namibia (56 Runs) beitragen. Jedoch verlief das Turnier mit dem Ausscheiden in der Super12-Runde für Indien enttäuschend. Nach dem Turnier wurde er als Nachfolger für Virat Kohli zum Twenty20-Kapitän bestimmt, nachdem dieser zurückgetreten war. Nachdem er das Team gegen Neuseeland zu einem klaren Sieg geführt hatte, wurde er auch im ODI-Team im Januar 2022 als Kapitän vom Selektoren-Komitee bestimmt. Nachdem Kohli kurz darauf auch die Test-Kapitänsrolle niedergelegt hatte, folgte ihm Sharma auch dort.

### Gewinn der Twenty20-Weltmeisterschaft
Im Februar 2022 traf er mit dem Team auf die West Indies und erzielte im ersten ODI ein Fifty über 60 Runs. Im Sommer erzielte er erst ein Fifty über 76* Runs im ersten ODI in England und dann ein weiters über 64 Runs im ersten Twenty20 in den West Indies. Beim Asia Cup 2022 erreichte er dann ein Fifty über 72 Runs gegen Sri Lanka Beim ICC Men’s T20 World Cup 2022 konnte er dann ebenfalls ein Fifty über 53 Runs gegen die Niederlande erreichen. Mit dem Team schied er dann im Halbfinale gegen den späteren Sieger England aus. Nach dem Turnier erzielte er zunächst in Bangladesch 51* Runs und dann in den ODIs gegen Sri Lanka 83 Runs. Gegen Neuseeland folgte in der ODI-Serie erst ein Fifty (51 Runs) und dann ein Century über 101 Runs aus 85 Bällen. Daraufhin reiste er mit dem Team nach Australien für eine Test-Serie, bei dem ihm im ersten Spiel ein Century über 120 Runs aus 212 Bällen gelang. Er führte das Team im Finale für die ICC World Test Championship 2021–2023 an, wo man jedoch gegen Australien unterlag. Daraufhin reiste er mit dem Team in die West Indies, wo ihm im ersten Test ein Century über 103 Runs aus 221 Bällen gelang und im zweiten zwei Fifties (80 und 57 Runs).
Beim Asia Cup 2023 erzielte er je ein Fifty gegen Nepal (74* Runs), Pakistan (56 Runs) und Sri Lanka (53 Runs). Ein weiteres Fifty (81 Runs) erzielte er kurz vor der Weltmeisterschaft gegen Australien. Beim Cricket World Cup 2023 erzielte er zunächst ein Century über 131 Runs aus 84 Bällen gegen Afghanistan, wofür er ausgezeichnet wurde. Daraufhin erzielte er gegen Pakistan (86 Runs), England (87 Runs) und die Niederlande (61 Runs). Das Team erreichte das Finale, verlor jedoch dort gegen Australien. Nach dem Turnier absiolvierte er eine Twenty20-Serie gegen Afghanistan, wo ihm im letzten Spiel ein Century über 121* Runs aus 69 Bällen gelang, wofür er ausgezeichnet wurde. Kurz darauf folgtre eine Test-Serie gegen England, bei dem er zunächst im dritten Test ein Century über 131 Runs aus 196 Bällene erreichte. Nach einem Fifty (55 Runs) im vierten Spiel folgte im abschließenden Test ein weiteres Century über 103 Runs aus 162 Bällen. Im Sommer führte er dann das Team zum ICC Men’s T20 World Cup 2024. Dabei erzielte er in der Vorrunde ein Fifty über 52* Runs gegen Irland und in der Super-8-Runde gegen Australien mit 92 Runs ein weiteres. Im Halbfinale erreichte er gegen England ein weiteres Fifty über 57 Runs, bevor das Team sich im Finale gegen Südafrika die Weltmeisterschaft sichern konnte. Nach dem Turnier verkündete er seinen Rückzug vom internationalen Twenty20-Cricket.

## Auszeichnungen
Im Jahr 2015 wurde er mit dem Arjuna Award ausgezeichnet und 2020 mit dem Rajiv-Gandhi-Khel-Ratna-Award, der höchsten sportlichen Auszeichnung in Indien. Im Jahr 2019 erhielt er die Auszeichnung als ODI Player of the Year des Weltverbandes ICC.

## Privates
Sharma ist seit 2015 mit seiner Managerin Ritika Sajdeh verheiratet. 2018 wurden beide Eltern einer Tochter (Samaira).